# Ржевское сельское поселение
Рже́вское се́льское поселе́ние — муниципальное образование в Ровеньском районе Белгородской области.
Административный центр — село Ржевка.

## История
Ржевское сельское поселение образовано 20 декабря 2004 года в соответствии с Законом Белгородской области № 159.

## Население
| 2010 | 2011 | 2012 | 2013 | 2014 | 2015 | 2016 | 2017 | 2018 |
| ---- | ---- | ---- | ---- | ---- | ---- | ---- | ---- | ---- |
| 911  | ↘907 | ↘887 | ↘865 | ↘847 | ↘801 | ↘783 | ↘765 | ↘760 |
| 2019 | 2020 | 2021 |      |      |      |      |      |      |
| ↘727 | ↘720 | ↘624 |      |      |      |      |      |      |

## Состав сельского поселения
| № | Населённый пункт | Тип населённого пункта       | Население |
| - | ---------------- | ---------------------------- | --------- |
| 1 | Копанки          | село                         | ↘96       |
| 2 | Мартынцы         | село                         | ↘211      |
| 3 | Никитин          | хутор                        | ↘15       |
| 4 | Ржевка           | село, административный центр | ↘589      |